# المسيحية في إسكتلندا خلال العصور الوسطى
تنطوي المسيحية في اسكتلندا خلال العصور الوسطى على جميع جوانب المسيحية في حدود اسكتلندا الحديثة خلال العصور الوسطى. يُحتمل أن الجنود الرومان المتمركزين في شمال مقاطعة بريطانيا هم من أدخلوا المسيحية إلى ما يعرف حاليًا باسم الأراضي الأسكتلندية المنخفضة. يُفترض أن المسيحية بقيت قائمة في المعاقل البريطانية في جنوب ما يُعرف حاليًا باسم اسكتلندا بعد انهيار السلطة الرومانية في القرن الخامس، ولكنها تراجعت تزامنًا مع تقدم الأنجلو ساكسون الوثنيين. لعبت البعثات الأيرلندية، مثل سانت كولومبا، دورًا كبيرًا في تغيير المعتنقات في اسكتلندا خلال الفترة بين القرنين الخامس والسابع. أنشأت هذه البعثات مؤسسات رهبانية وكنائس جماعية خدمت مناطق واسعة. حدد العلماء نمطًا مستقلًا من المسيحية الكلتية، والتي تفوّق فيها البابوات على الأساقفة في الأهمية، وكانت المواقف التي اتُخذت تجاه العزوبة الكتابية أكثر مرونة، واختلفت الشعائر والممارسات عن المسيحية الرومانية على نحو ملحوظة، ولا سيما نمط حلق رأس الكهنة وطريقة حساب عيد الفصح، إلا أن معظم هذه القضايا حُلّت بحلول منتصف القرن السابع. بعد إعادة تغيير معتنقات اسكتلندا الاسكندنافية في القرن العاشر، ًاصبحت المسيحية الخاضعة للسلطة البابوية الديانة المهيمنة في المملكة.
خضعت الكنيسة الأسكتلندية إلى سلسلة من الإصلاحات والتحولات خلال الفترة النورمانية الممتدة من القرن الأحد عشر إلى القرن الثالث عشر. فضلًا عن العناية الملكية والعلمية، جرى تطوير هيكل أبرشية أكثر وضوحًا يعتمد على الكنائس المحلية. استُحدث العديد من الأسس الرهبانية الجديدة، والتي اتبعت الأنماط القارية للرهبنة الإصلاحية في الهيمنة. استقلت الكنيسة الأسكتلندية عن إنجلترا، وطورت هيكلًا أبرشيًا واضحًا وأصبحت «بنات أفكار رؤية روما»، إلا أنها استمرت في الافتقار إلى القيادة الأسكتلندية في هيكل رؤساء أساقفة.
أسفرت مشاكل الانقسام التي سادت الكنيسة الكاثوليكية في أواخر العصور الوسطى عن اكتساب التاج الأسكتلندي نفوذًا أكبر في صلاحيات التعيينات العليا واستُحدثت اسقفيتان بحلول نهاية القرن الخامس عشر. لاحظ المؤرخون تراجعًا في الحياة الرهبانية التقليدية في أواخر العصور الوسطى، بينما ازداد نشاط الرهبان المتجولين، ولا سيما توسعهم وانتشارهم في أنحاء بيرغ، حيث شددوا على الوعظ والخدمة للسكان. انتشر كذلك القديسون الجدد وطوائف الإخلاص. على الرغم من المشاكل المقترنة بعدد رجال الدين ونوعيتهم بعد انتشار الطاعون الأسود في القرن الرابع عشر، فضلًا عن أدلة الزندقة في القرن الخامس عشر، بقيت الكنيسة الأسكتلندية في حالة استقرار قبل الإصلاح في القرن السادس عشر.

## العصور الوسطى المبكرة

### التنصر المبكر
قبل العصور الوسطى، يُحتمل أن معظم سكان ما يُعرف حاليًا باسكتلندا مارسوا شكلًا من أشكال الوثنية القلطية. تشير الأدلة التي تتناول الرموز المسيحية وتدمير أضرحة الأديان الأخرى إلى أن الاحتلال الروماني أدخل المسيحية إلى شمال بريتانيا (الاسم الذي أطلقوه على المقاطعة الخاضعة لسيطرتهم في الجزء الجنوبي من الجزيرة). يُرجح أنها انتشرت من هناك إلى أجزاء أطلقوا عليها اسم كاليدونيا (تقريبًا ما يعرف حاليًا باسكتلندا). بعد انهيار السلطة الرومانية في أوائل القرن الخامس، ظهرت أربع مراكز نفوذ رئيسية في شمال بريطانيا. استقر البيكتيون في الشرق، وامتدت ممالكهم من نهر فورث إلى شتلاند. استقر شعب دالريادا المتحدث باللغة الجودية في الغرب، وأقام علاقات وثيقة مع أيرلندا، حيث أحضروا معهم اسم الأسكتلنديين. استقر البريطانيون الناطقون باللغة البريثونية في الجنوب، وينحدر هؤلاء من نسل شعوب ممالك «الشمال القديم» المتأثرة بالرومان، ولا سيما مملكة ستراثكلايد التي بقيت قائمة فترة طويلة. أخيرًا، كان هناك الإنجليز أو «الأنجلو»، الغزاة الجرمانيون الذين اجتاحوا جزءًا كبيرًا من جنوب بريطانيا وسيطروا على مملكة برنيسيا (الجزء الشمالي من نورثمبريا لاحقًا)، والتي وصلت إلى ما يُعرف حاليًا بحدود اسكتلندا في الجنوب الشرقي. على الرغم من أن البيكتيون والأسكتلنديون اعتنقوا الوثنية، يفترض معظم العلماء أن المسيحية بقيت قائمة بعد رحيل الرومان بين المعاقل البريثونية، ولكنهم تراجعوا مع تقدم الأنجلو ساكسونيين الوثنيين.
نشر المبشرون الأيرلنديون الأسكتلنديون النصرانية في اسكتلندا وأجزاء قليلة من روما وإنجلترا. جادل ريتشارد فليتشر بأن الدوافع تضمنت على سبيل الذكر القديس باتريك وفكرة المسيحية الكلتية والاهتمام المتزايد بالإنجيلية. خلال القرن السادس، عمل المبشرون الأيرلنديون في البر الرئيسي البريطاني. ارتبطت هذه الحركة بالعديد من الشخصيات كالقديس نينيان والقديس كينتيغيرن والقديس كولومبا. حاليًا، يُعتبر نينيان الشخص الذي هيّأ لاشتباك الكتبة مع القديس الأيرلندي فينيان. في القرن السادس، كُرست كنيسة له في ويتهورن ويُحتمل أن القديس كينتيغيرن أنشأ هناك مركزًا جديدًا للعبادة في غوفان أو إنشينان، حيث امتد النفوذ المسيحي عبر منطقة ستراثكلايد. يُحتمل أن القديس كولومبا تتلمذ على يد القديس فينيان. غادر أيرلندا بعد نفيه، وأنشأ ديرًا في إيونا قبالة ساحل أسكتلندا الغربي في عام 563. اتسع مدى تأثير إيونا إلى هبريدس لاحقًا. في القرن السابع، غادر القديس أيدان إيونا لتأسيس كنيسة في ليندسفارن قبالة الساحل الشرقي في لنورثمبريا. امتد تأثير ليندسفارن عبر مملكة نورثمبريا إلى ما يعرف حاليًا بجنوب شرق اسكتلندا. نتج عن ذلك إنشاء سلسلة من الكنائس المتداخلة والمنظمة غير رسميًا. برزت إيونا باعتبارها أهم مركز ديني، ويُعزى ذلك جزئيًا إلى العمل الذي اضطلع أدومنان به، والذي كان رئيسًا هناك من عام 679 إلى 704. على الرغم من أنه من غير المؤكد خروج كولومبا في بعثات خارج جزء صغير من دال رياتا، ساهم العمل الذي قدمه أدومنان بعنوان حياة القديس كولومبا في ترقيته ليصبح رسول شمال بريطانيا العام.
لا يمكن التأكيد على سرعة اعتناق البيكتيون المسيحية أو الوسيلة التي اتبعوها في ذلك. قد تكون العملية بدأت مبكرًا. من الأدلة على ذلك أن القديس باتريك، الناشط خلال القرن الخامس، أشار في رسالة إلى «مرتد من البيكتيون»، واصفًا إياهم بالمسيحيين سابقًا، ولكنهم تخلوا عن الإيمان. فضلًا عن ذلك، لا تصف قصيدة غودأودين، التي تدور أحداثها في أوائل القرن السادس وربما كُتبت فيما يعرف حاليًا بأسكتلندا، البيكتيون بالوثنيين. يبدو أن اعتناق النخبة البيكتية للمسيحية استمر على مدى فترة طويلة، بدءًا من القرن الخامس ولم يكتمل حتى القرن السابع وربما استغرق اعتناق بقية عامة السكان فترة تجاوزت القرن الثامن.
هناك العديد من الدلائل الرئيسية التي تشير إلى انتشار التنصير المقابر التي دُفنت الكثير من القبائل فيها والتي تمتد عمومًا من الشرق إلى الغرب. يُشتبه أن هذه المقابر مسيحية، وذلك بسبب قربها من الكنيسة، أو بسبب النقوش المسيحية الموجودة فيها. عُثر على تلك الدلائل بين نهاية العصر الروماني في أوائل القرن الخامس والقرن الثاني عشر. تمركزت في شرق اسكتلندا جنوب نهر تاي وشرق حدود اسكتلندا الحديثة. يتفق معظم العلماء على أن اسم المكان الذي عُرف بإكليس –المشتق من كلمة الكنيسة باللغة البريثونية، يمثل دليلًا على وجود كنيسة بريطانية للرومان وما بعد الرومان. تقع معظم تلك الكنائس في اسكتلندا في جنوب البلاد. منذ القرنين الخامس والسادس، تشير الحجارة المنقوشة على وجود المسيحية وتنتشر في جميع أنحاء جنوب اسكتلندا. يُعتبر الحجر اللاتيني في ويتهورن أقدمها، ويعود تاريخه إلى العام 450. نُقشت الحجارة البيكتية في الشرق والشمال، وتظهر الرمزية المسيحية منذ أوائل القرن الثامن.